# Stazione di Rectory Road
La stazione di Rectory Road è una stazione situata nel borgo londinese di Hackney. È servita ogni ora da quattro treni suburbani transitanti sulle due direzioni delle ferrovie della Valle del Lea.